# NDD Ceará (G-30)
A NDD Ceará é um navio de desembarque de doca da Classe Ceará, da Marinha do Brasil. Este é um dos dois navios da Classe Thomaston, adquiridos da Marinha dos Estados Unidos.

## Origem do nome
O Navio Desembarque-Doca Ceará, é o quinto navio da Marinha do Brasil a ostentar esse nome em homenagem ao Estado do Ceará. Foi construído nos Estados Unidos da América  e batizado como USS Hermitage. Permaneceu por quase 33 anos a serviço da marinha norte-americana. Foi transferido por empréstimo de cinco anos, com opção de compra, e incorporado em 28 de novembro de 1989. Naquela ocasião, assumiu o comando o Capitão-de-Mar-e-Guerra Asclepiades José Colmerauer dos Santos.

## Construção
Construído pelo estaleiro americano Ingalls Shipbuilding, em Pascagoula, Mississippi, foi lançado ao mar em 12 de junho de 1956. Serviu a Marinha americana no período de 14 de dezembro de 1956 a 2 de outubro de 1989, com o nome de USS Hermitage (LSD-34).
Foi incorporado a Marinha do Brasil em 28 de novembro de 1989.

## Emprego
Dotado de considerável capacidade de carga e transporte de pessoal, destinava-se, primordialmente, a lançar tropas e material nas proximidades de uma praia, durante uma Operação Anfíbia, razão pela qual ostenta em sua Bandeira de Faina o lema: “NÓS VAMOS INVADIR SUA PRAIA!”. O movimento Navio-Terra ocorria quer por meio de embarcações de desembarque, tais como as EDCG, EDVM e CLANF, quer por meio de helicópteros.
O NDD “Ceará” logo se tornou um importante meio naval para o esforço logístico em apoio aos contingentes brasileiros nas mais distintas missões de paz da ONU, como o Contingente Brasileiro para integrar a Missão de Verificação das Nações Unidas em Angola (COBRAVEM), Operação das Nações Unidas em Moçambique (ONUMOZ) e Missão das Nações Unidas para Estabilização do Haiti (MINUSTAH). Dispondo de oficinas diversas, estava apto para efetuar o reparo de embarcações nele docadas e equipamentos dos navios da Esquadra. Essa versatilidade o credenciou, também, a participar de inúmeras operações, nacionais e internacionais.

## Premiações
No decorrer de sua história, recebeu um troféu Dulcineca, do Centro de Adestramento Almirante Marques de Leão; dois prêmios Contato, concedidos pelo Comando do Controle Naval do Tráfego Marítimo; e a Medalha Mérito Tamandaré, outorgada pelo Comandante da Marinha.

## Aposentadoria
No dia 29 de abril de 2016, foi dado baixa da Marinha do Brasil, em cumprimento ao disposto na Portaria no 118, de 31 de março de 2016, do Comandante da Marinha. Ao longo de seus quase vinte e sete anos de operação, alcançou a expressiva marca de 1.137 dias de mar e 183.288,3 milhas náuticas navegadas, cumprindo, com destaque, todas as missões recebidas.